# Bolesław V van Warschau
Bolesław V van Warschau (circa 1453 - 27 april 1488) was van 1454 tot aan zijn dood hertog van Warschau en van 1462 tot 1471 hertog van Płock. Hij behoorde tot de Mazovische tak van het huis Piasten.

## Levensloop
Bolesław V was de zevende, maar derde overlevende zoon van hertog Bolesław IV van Warschau en de Litouwse prinses Barbara Olelkovna van Sloetsk-Kapyl. 
Na het overlijden van zijn vader in september 1454 erfden Bolesław V en zijn broers Koenraad III Rudy en Casimir III het hertogdom Warschau. In 1455 werd zijn jongste broer Jan II postuum geboren en werd die ook hertog van Warschau. Wegens hun minderjarigheid werden de vier broers onder het regentschap geplaatst van hun moeder en bisschop Paweł Giżycki van Płock. Hun regentschap eindigde in 1462, toen de oudste broer Koenraad III Rudy volwassen werd verklaard.
Na het overlijden van hertog Wladislaus II van Płock erfden Bolesław V en zijn broers in 1462 de districten Płock, Płońsk en Zawkrze, terwijl de districten Belz, Rawa en Gostynin door het koninkrijk Polen werd geannexeerd. Bolesław V en zijn broers Casimir III en Jan II werden op 3 april 1471 volwassen verklaard, waarna zij en hun oudste broer Koenraad III Rudy hun gezamenlijke domeinen onderling verdeelden. Hierbij kreeg Bolesław de districten Warschau, Nur en Liw.
In 1476 protesteerden Bolesław en zijn broer Jan II tegen de annexatie van Sochaczew door het koninkrijk Polen. Ze stuurden troepen naar de betwiste stad, maar de Poolse koning had andere plannen en uiteindelijk moesten de Mazovische Piasten hun plannen opbergen. Het conflict over Sochaczew leidde tot een tijdelijke koelheid in de relaties tussen Bolesław V en het Poolse koninkrijk. Hierdoor bleef hij neutraal in het conflict tussen koning Casimir IV van Polen en bisschop Nicolaus von Tüngen van Warmia.
Om onduidelijke redenen stond Bolesław in 1484 bepaalde delen van zijn hertogdom af aan zijn nog levende broers: Koenraad III Rudy kreeg Zakroczym, terwijl Jan II Błonie, Tarczyn en Kamieniec kreeg. Hij stierf in april 1488, waarna hij werd bijgezet in de Johanneskathedraal van Warschau. Zijn domeinen werd geërfd door zijn broer Koenraad III Rudy.
Op 20 juli 1477 huwde hij met Anna, dochter van Zygmunt van Radzanów, vaandeldrager van Krakau en woiwode van Belz. Het was een morganatisch huwelijk, omdat zijn echtgenote van een lagere stand afkomstig was. Zijn eventuele kinderen hadden hierdoor geen erfrechten. Onder druk van zijn broers liet Bolesław zich rond 1480 van haar scheiden. Het huwelijk bleef kinderloos.